# João Ubaldo Ribeiro
João Ubaldo Osório Pimentel Ribeiro ComM (Ilha de Itaparica, 23 de janeiro de 1941 — Leblon, Rio de Janeiro, 18 de julho de 2014) Foi escritor e ganhador do Prêmio Camões de 2008. Ubaldo Ribeiro teve algumas obras adaptadas para a televisão e para o cinema, além de ter sido distinguido em outros países, como a Alemanha. É autor de romances como Sargento Getúlio, O Sorriso do Lagarto, A Casa dos Budas Ditosos, que causou polêmica e ficou proibido em alguns estabelecimentos, e Viva o Povo Brasileiro, tendo sido, esse último, destacado como samba-enredo pela escola de samba Império da Tijuca, no Carnaval de 1987. Era pai do ator e apresentador Bento Ribeiro.

## Biografia

### Juventude
Nascido na Bahia na casa do avô materno, quando completou dois meses de idade a família mudou-se para Aracaju, Sergipe, onde passou parte da infância. Seu pai, Manuel Ribeiro, advogado de renome na capital baiana, veio a ser o fundador e diretor do curso de Direito da Universidade Católica de Salvador. Sua mãe Maria Filipa Osório Pimentel deu à luz mais dois filhos: Sônia Maria e Manuel.
Incentivado por seu pai leu autores como Padre Antônio Vieira, Padre Manuel Bernardes, Shakespeare, Homero, Miguel de Cervantes, Machado de Assis e José de Alencar, dentre outros, que o influenciaram desde a tenra idade.

### Formação
Seu pai, por ser professor, não suportava a ideia de ter um filho analfabeto e João iniciou seus estudos com um professor particular, em 1947. Alfabetizado, ingressou no Instituto Ipiranga, em 1948, ano em que leu muitos livros infantis, principalmente a obra de Monteiro Lobato. O pai de João sempre fora exigente, o que fez do garoto se empenhar intensamente nos estudos.
Em 1951 ingressou no Colégio Estadual Atheneu Sergipense, em Aracaju. Prestava ao pai, diariamente, contas sobre os textos que havia lido e algumas vezes era obrigado a resumi-los e traduzir alguns de seus trechos. Afirma ter feito essas tarefas com prazer e, nas férias, estudava também o latim. Seu pai era chefe da Polícia Militar, e nessa época, passa a sofrer pressões políticas, o que o faz transferir-se com a família para Salvador. Na capital baiana João Ubaldo é matriculado no Colégio Sofia Costa Pinto. Em 1955 matriculou-se no curso clássico do Colégio da Bahia, conhecido como Colégio Central, onde conheceu seu colega Glauber Rocha. Em 1958 iniciou seu Curso de Direito na Universidade Federal da Bahia, o qual concluiria em 1962. Em 1959, entrou para o curso do Centro de Preparação de Oficiais da Reserva do Exército no CPOR da Bahia., mas não chegou a completá-lo:  escolhido para compor um grupo de estudantes convidado para uma viagem para os Estados Unidos, na volta ao quartel foi injustamente desligado.
Em 1964, João Ubaldo parte para os Estados Unidos com uma bolsa de estudos concedida pelo governo daquele país para fazer seu mestrado em Ciência Política na Universidade do Sul da Califórnia.

### Jornalismo
Em 1957 estreia no jornalismo, trabalhando como repórter no Jornal da Bahia, sendo depois transferido para a Tribuna da Bahia, onde chegaria a exercer o posto de editor-chefe. Editou juntamente com Glauber Rocha, revistas e jornais culturais e participa do movimento estudantil (1958). Apesar de nunca ter exercido a profissão de advogado, foi aluno exemplar. Nessa mesma Universidade, concluído o curso de Direito, faz pós-graduação em Administração Pública.
João Ubaldo Ribeiro colaborou nos editais O Globo, Frankfurter Rundschau (na Alemanha), Jornal da Bahia, Die Zeit (Alemanha), The Times Literary Supplement (Inglaterra), O Jornal (Portugal), Jornal de Letras (Portugal), O Estado de S. Paulo, A Tarde e muitos outros, exteriores e nacionais.

### Vida pessoal e viagens

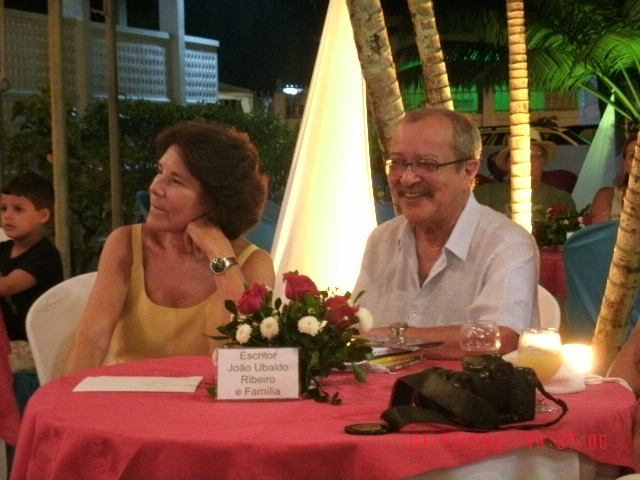
João Ubaldo Ribeiro durante a recepção « O Rei da Noite » na ilha e cidade de Itaparica

Seu primeiro casamento foi em 1960 com Maria Beatriz Moreira Caldas, sua colega na Faculdade de Direito. Separaram-se após nove anos de vida conjugal. João passou boa parte de sua vida no exterior, em países como nos Estados Unidos (como estudante e, posteriormente, como professor convidado), em Portugal (editando em parceria com o jornalista Tarso de Castro a revista Careta) e na Alemanha (publicando crônicas semanais para o jornal Frankfurter Rundschau, além de produzir peças para o rádio).
Em 1964 partiu para os Estados Unidos, através de uma bolsa de estudos conseguida junto à Embaixada norte-americana, para fazer seu mestrado em Administração Pública e Ciência Política na Universidade da Califórnia do Sul. Na sua ausência, teve até sua fotografia divulgada pela televisão baiana, encimada com a palavra Procura-se.
Voltou ao Brasil em 1965 e começou a lecionar Ciências Políticas na Universidade Federal da Bahia. Ali permaneceu por seis anos, mas desistiu da carreira acadêmica e retornou ao jornalismo. Em 1969 casou-se com a historiadora Mônica Maria Roters, com quem teve duas filhas, Emília e Manuela. O casamento acabaria em 1978. Em 1980 casou-se com a psicanalista Berenice Batella, com quem teve dois filhos, Bento e Francisca. Participou, em Cuba, do júri do concurso Casa das Américas, juntamente com o critico literário Antônio Cândido e o ator e dramaturgo Gianfrancesco Guarnieri. O primeiro prêmio havia sido concedido à brasileira Ana Maria Machado. Residindo em Portugal editou com o jornalista Tarso de Castro, a revista Careta.
Voltou a residir no Rio de Janeiro em 1991 e, em 1994, é eleito para a Academia Brasileira de Letras. Participou no mesmo ano da Feira do Livro de Frankfurt, Alemanha, recebendo o Prêmio Anna Seghers, concedido somente a escritores alemães e latino-americanos.

### Carreira literária
Em 1959 participou da antologia Panorama do Conto Baiano, com o conto Lugar e Circunstância; a antologia é publicada pela Imprensa Oficial da Bahia. Nesse período trabalha na Prefeitura de Salvador como office-boy do Gabinete e logo em seguida como redator do Departamento de Turismo. Em 1961, participa da coletânea de contos Reunião, editada pela Universidade Federal da Bahia, com os contos Josefina, Decalião e O Campeão.
Em 1963 escreveu seu primeiro romance, Setembro Não Faz Sentido, com prefácio do colega Glauber Rocha e apadrinhamento de Jorge Amado. O título original seria A Semana da Pátria, mas por sugestão da editora, João alterou o título. A Editora Civilização Brasileira lança, em 1971, o romance Sargento Getúlio, feito que garantiu a João o Prêmio Jabuti de 1972 concedido pela Câmara Brasileira do Livro, na categoria "Revelação de Autor". Segundo a crítica da época, o livro contém o melhor de Graciliano Ramos e o melhor de Guimarães Rosa.
Publicou, em 1974, o livro de contos Vencecavalo e o outro povo, cujo título inicial era A guerra dos Pananaguás, pela Editora Artenova. Com tradução feita pelo próprio autor, vários romances tornaram-se famosos no exterior, entre eles o Sargento Getúlio que, lançado nos Estados Unidos em 1978, ganhou receptividade pela crítica do país. Em 1981 muda-se para Lisboa, Portugal e, voltando ao Brasil, publica Política - livro ainda adotado em faculdades e Livro de histórias, reeditado em 1991, que passa a incluir os contos "Patrocinando a arte" e "O estouro da boiada", e recebe o novo título de Já podeis da pátria filhos. Nesse mesmo ano, inicia colaboração no jornal O Globo. Sua produção jornalística dessa época foi reunida em 1988 no livro Sempre aos Domingos.
Em 1982 inicia o romance Viva o Povo Brasileiro (intitulado primeiramente como Alto lá, meu general). Nesse ano, participou do Festival Internacional de Escritores, em Toronto, Canadá. Viva o povo Brasileiro é finalmente editado em 1984, e recebe o Prêmio Jabuti na categoria "Romance" e o Golfinho de Ouro, do Governo do Rio de Janeiro. Inicia a tradução do livro para a língua inglesa, tarefa que lhe consumiu dois anos de trabalho, a partir do qual preferiu utilizar o computador. Ao lado dos escritores Jorge Luis Borges e Gabriel Garcia Marquez, participa de uma série de nove filmes produzidos pela TV estatal canadense sobre a literatura na América Latina.
Em 1983, estreia na literatura infanto-juvenil com o livro Vida e paixão de Pandonar, o cruel. Em 1989 lança o romance O sorriso do lagarto. Sua segunda experiência na literatura infanto-juvenil apresenta-se em 1990 com o livro A Vingança de Charles Tiburone.
Neste ano João participa do já citado Frankfurter Rundschau e, retornando em 1991 ao país de origem, hospeda-se no Rio de Janeiro. Em 1994 lança o livro de crônicas Um brasileiro em Berlim, sobre sua estada na cidade. Publica, em 1997, o romance O feitiço da Ilha do Pavão, pela Editora Nova Fronteira. No mesmo ano, antes da publicação deste romance, João é hospitalizado com fortes dores de cabeça devido uma queda. Fora escolhido, em 1999, um dos escritores em todo mundo para dar um depoimento ao jornal francês "Libération" sobre o milênio que se aproximava na época.
Em 2000, saíram várias reedições de seus livros na Alemanha, incluindo uma nova edição de bolso de Sargento Getúlio. O sorriso do lagarto foi publicado na França. "A casa dos Budas ditosos" foi traduzido para o inglês, nos Estados Unidos. Viva o povo brasileiro foi indicado para o exame de Agrégation, um concurso nacional realizado na França para os detentores de diploma de graduação.
Seus principais romances são Sargento Getúlio, Viva o Povo Brasileiro e O Sorriso do Lagarto, no qual expressa com bastante vivacidade e imaginação exuberante aspectos políticos e sociais da vida nordestina e brasileira.
Um dos grandes criadores de artigos jornalísticos no Jornal da Bahia e Jornal A Tarde, onde esses além de serem críticos-educativos, fortalecem a construção política da sociedade que tem acesso aos seus materiais.

### Reconhecimento
João foi detentor da cátedra de Poetikdozentur (Docente em poesia) na Universidade de Tübigen, Alemanha e também consagrado na Avenida Marquês de Sapucaí. Seu livro Viva o povo brasileiro foi escolhido como samba-enredo da escola Império da Tijuca para o carnaval do ano de 1987. A 26 de Novembro de 1987 foi feito Comendador da Ordem do Mérito de Portugal. Em 1993 foi eleito para a cadeira 34 da Academia Brasileira de Letras, na vaga aberta com a morte do jornalista Carlos Castello Branco. Participou em 1994 da Feira do Livro de Frankfurt, Alemanha, recebendo o Prêmio Anna Seghers, concedido somente a escritores germanófonos e latino-americanos. Em 2008 recebeu o Prêmio Camões pelo "alto nível de sua obra literária", "especialmente densa das culturas portuguesa, africanas e dos habitantes originais do Brasil". Ele foi o oitavo brasileiro a ganhar o prêmio. Especula-se que o valor do prêmio foi 100 mil euros, semelhante ao que foi pago a António Lobo Antunes, ganhador do Camões de 2007. Em outubro de 2014, a Secretaria de Conservação e Serviços Públicos do Rio de Janeiro anunciou a construção de uma estátua em sua homenagem. Ficará na Praça Antero de Quental, no Leblon, bairro onde o acadêmico tinha apartamento e circulava na noite.

## Estilo literário
O estilo literário de João Ubaldo Ribeiro é basicamente traçado pela ironia e pelo contexto social do Brasil, abrangendo também cultura portuguesa e cultura africana. Antônio Olinto, escritor, crítico literário, diplomata e também membro da Academia Brasileira de Letras, diz que Ubaldo constrói sua estrutura muitas vezes começando a história pelo meio, como se ela já houvesse existido antes. "Mas como falar deste país sem o lanho do humor? Em tudo insere João Ubaldo a visão do humorista, que vê o que não aparece, identifica a nudez das gentes, entende os pensamentos ocultos", diz Olinto, no mesmo artigo. Segundo ele, em Ubaldo Ribeiro o humor atinge seu auge em Vencecavalo e o Outro Povo.
Olinto também reforça que "no fundo, chega João Ubaldo à criação de um país e de um povo, país dele e povo dele, mas também país que existe fora das palavras e povo que ri fora e dentro das palavras. As duas realidades - a real, que envolve o caminho de cada brasileiro e a realidade não menos real, mas com outras vestiduras - mesclam-se na obra de João Ubaldo de tal maneira que ele acaba promovendo uma invenção do Brasil e uma invenção de cada um de nós. Nisso - e no modo como pega no país para o mostrar pelo avesso, e nas gentes desse país, para mostrá-las de cara lavada - provoca uma reação de espanto e incredulidade". Para Antonio, João Ubaldo é o "porta-voz" do Brasil, devido os inúmeros materiais produzidos por ele quanto às condições sociais que condizem com a atualidade nacional. Essas análises, não só encontradas em livros, podem ser descobertas também na grande gama de artigos escritos por Ubaldo em diversos jornais do país. No artigo, Olinto termina dizendo que "inventando um país, João Ubaldo inventou-se a si mesmo e foi eleito pelos seus leitores o porta-voz deste país".

## Cinema e televisão
João teve várias de suas obras adaptadas para o cinema e para a televisão, tendo, inclusive, participado no processo de criação delas:
- Seu livro Sargento Getúlio tornou-se um filme premiado em 1983, dirigido por Hermano Penna e protagonizado por Lima Duarte (Sargento Getúlio (filme));[nota 2]
- Quando voltou a residir no Rio de Janeiro em 1991, voltando do exterior, seu romance O sorriso do lagarto foi adaptado para uma minissérie na Rede Globo (O Sorriso do Lagarto),[nota 3] tendo como protagonistas os atores Tony Ramos, Maitê Proença e José Lewgoy;
- Em 1993 adaptou O santo que não acreditava em Deus para a série Caso Especial, da Rede Globo, que teve Lima Duarte no papel principal;[nota 4]
- Em 1997, ano em que foi internado devido às dores de cabeça, o cineasta Cacá Diegues comprou os direitos de filmagem do livro Já podeis da pátria filhos, embora o filme não tenha sido produzido;
- Em 1998, vendeu os direitos autorais de Viva o povo brasileiro para o cineasta André Luis Oliveira;
- No ano seguinte, juntamente com Cacá Diegues, escreveu o roteiro de Deus é Brasileiro, em cima de seu conto O santo que não acreditava em Deus.[nota 5]

## Morte
Morreu na madrugada do dia 18 de julho de 2014 em sua casa, no bairro do Leblon, na cidade do Rio de Janeiro. Ubaldo sofreu uma embolia pulmonar. No dia 19 de julho o corpo foi cremado.

## Obras selecionadas

### Romances
- Setembro não tem sentido - 1968
- Sargento Getúlio - 1971
- Vila Real - 1979
- Viva o Povo Brasileiro - 1984
- O Sorriso do Lagarto - 1989
- O feitiço da Ilha do Pavão - 1997
- A Casa dos Budas Ditosos - 1999
- Miséria e grandeza do amor de Benedita (primeiro livro virtual lançado no Brasil) - 2000
- Diário do Farol - 2002
- O Albatroz Azul[14] - 2009

### Contos
- Vencecavalo e o outro povo - 1974
- Livro de histórias - 1981. Reeditado em 1991, incluindo os contos "Patrocinando a arte" e "O estouro da boiada", sob o título de Já podeis da pátria filhos

### Crônicas
- Sempre aos domingos – 1988
- Um brasileiro em Berlim – 1995
- Arte e ciência de roubar galinha – 1999
- O Conselheiro Come – 2000
- Você me mata, mãe gentil – 2004
- A gente se acostuma a tudo – 2006
- O rei da noite – 2009

### Ensaios
- Política: quem manda, por que manda, como manda - 1981

### Literatura infanto-juvenil
- Vida e paixão de Pandonar, o cruel - 1983
- A vingança de Charles Tiburone - 1990
- Dez bons conselhos de meu pai - 2011

## Academia Brasileira de Letras
Ocupava a cadeira 34 da Academia Brasileira de Letras, eleito em 7 de outubro de 1993 na sucessão de Carlos Castelo Branco. Foi  recebido pelo acadêmico Eduardo Portella em 8 de junho de 1994.